# Ronnie O'Sullivan
Ronald Antonio „Ronnie” O'Sullivan (n. 5 decembrie 1975, Dudley⁠(d), West Midlands, Anglia, Regatul Unit) este un jucător profesionist de snooker.
O'Sullivan este poreclit „Racheta,” (în engleză The Rocket) datorită faptului că lovește bilele cu mare viteză și precizie, precum și datorită rapidității sale de a termina seria loviturilor care îi aparține. Este unul dintre cei mai populari jucători de snooker, alături de un alt englez, Jimmy White.
Ronnie O'Sullivan este perceput de mulți ca fiind și cel mai talentat jucător din istoria snookerului.
Deține recordul de trofee obținute în seria de turnee „Tripla coroană”: șapte la Campionatul Mondial (co-record alături de Stephen Hendry, opt la Campionatul Regatului Unit (record absolut) și opt la Masters (de asemenea record absolut).

## Cariera de jucător
A început să joace snooker de la vârsta de 10 ani. În 1993, la vârsta de 17 ani a câștigat Campionatul Regatului Unit, fiind cel mai tânăr câștigător al unui turneu de clasament din istoria snookerului.
Pe 21 aprilie 1997 a făcut breakul maxim în numai 5 minute și 20 de secunde.
În 2001 a ajuns în finala Campionatului Mondial de snooker, întâlnindu-l pe John Higgins și învingându-l cu scorul de 18 - 14. Astfel, și-a trecut în palmares primul titlu mondial. În 2004 l-a întâlnit în finală pe scoțianul Graeme Dott. Învingând și de data asta (cu scorul de 18-8), și-a trecut în palmares al doilea titlu de campion mondial.
În 2007 l-a bătut în finala Mastersului de la Londra pe chinezul Ding câștigând pentru a treia oară acest trofeu. În același an, Ronnie câștigă UK Championship. Anul 2008 se dovedește extrem de prolific pentru O'Sullivan, acesta devenind pentru a treia oară Campion Mondial, reușind să-i învingă pe Liu Chuang, Mark J. Williams, Liang Wenbo, Stephen Hendry, iar în finală pe compatriotul său, Ali Carter, cu scorul de 18-8. În 2012 a devenit pentru a 4-a oară campion mondial, învingându-l din nou pe Ali Carter în finală cu 18-11. Ronnie O'Sullivan reușește al nouălea break maxim al carierei, depășindu-l pe Stephen Hendry, cu opt astfel de reușite.

## Tabel cu reușitele
| Ranking Tournaments        | 1993/ 94           | 1994/ 95           | 1995/ 96           | 1996/ 97           | 1997/ 98           | 1998/ 99           | 1999/ 00           | 2000/ 01           | 2001/ 02           | 2002/ 03         | 2003/ 04         | 2004/ 05               | 2005/ 06               | 2006/ 07               | 2007/ 08               | 2008/ 09               |
| -------------------------- | ------------------ | ------------------ | ------------------ | ------------------ | ------------------ | ------------------ | ------------------ | ------------------ | ------------------ | ---------------- | ---------------- | ---------------------- | ---------------------- | ---------------------- | ---------------------- | ---------------------- |
| Northern Ireland Trophy    | Nu s-a ținut       | Nu s-a ținut       | Nu s-a ținut       | Nu s-a ținut       | Nu s-a ținut       | Nu s-a ținut       | Nu s-a ținut       | Nu s-a ținut       | Nu s-a ținut       | Nu s-a ținut     | Nu s-a ținut     | Nu s-a ținut           | A (NR)                 | F                      | QF                     | W                      |
| Shanghai Masters           | Nu s-a ținut       | Nu s-a ținut       | Nu s-a ținut       | Nu s-a ținut       | Nu s-a ținut       | Nu s-a ținut       | Nu s-a ținut       | Nu s-a ținut       | Nu s-a ținut       | Nu s-a ținut     | Nu s-a ținut     | Nu s-a ținut           | Nu s-a ținut           | Nu s-a ținut           | 1R                     | F                      |
| Grand Prix/LG Cup          | A                  | QF                 | 1R                 | 2R                 | 3R                 | 3R                 | QF                 | F                  | QF                 | QF               | 2R               | W                      | F                      | 3R                     | F                      | QF                     |
| Bahrain Championship       | Not Held           | Not Held           | Not Held           | Not Held           | Not Held           | Not Held           | Not Held           | Not Held           | Not Held           | Not Held         | Not Held         | Not Held               | Not Held               | Not Held               | Not Held               | 1R                     |
| UK Championship            | W                  | QF                 | QF                 | 1R                 | W                  | 1R                 | QF                 | SF                 | W                  | QF               | SF               | 2R                     | 1R                     | QF                     | W                      | 2R                     |
| Welsh Open                 | A                  | QF                 | 2R                 | 2R                 | 4R                 | SF                 | 3R                 | 2R                 | 2R                 | QF               | W                | W                      | 2R                     | QF                     | F                      | 2R                     |
| China Open                 | Nu s-a ținut       | Nu s-a ținut       | 2R                 | W                  | 2R                 | 1R                 | W                  | W                  | QF                 | Nu s-a ținut     | Nu s-a ținut     | SF                     | 2R                     | SF                     | 1R                     | QF                     |
| World Snooker Championship | 2R                 | QF                 | SF                 | 2R                 | SF                 | SF                 | 1R                 | W                  | SF                 | 1R               | W                | QF                     | SF                     | QF                     | W                      | 2R                     |
| Non-Ranking Tournaments    |                    |                    |                    |                    |                    |                    |                    |                    |                    |                  |                  |                        |                        |                        |                        |                        |
| The Masters                | A                  | W                  | F                  | F                  | QF                 | QF                 | QF                 | 2R                 | QF                 | QF               | F                | W                      | F                      | W                      | 1R                     | W                      |
| Premier League             | A                  | A                  | A                  | W                  | A                  | A                  | SF                 | W                  | W                  | SF               | A                | W                      | W                      | W                      | W                      | W                      |
| Foste turnee de puncte     |                    |                    |                    |                    |                    |                    |                    |                    |                    |                  |                  |                        |                        |                        |                        |                        |
| British Open               | W                  | F                  | SF                 | 1R                 | QF                 | 3R                 | SF                 | QF                 | SF                 | 3R               | F                | SF                     | Nu s-a ținut           | Nu s-a ținut           | Nu s-a ținut           | Nu s-a ținut           |
| German Open                | Nu s-a ținut       | Nu s-a ținut       | 1R                 | W                  | SF                 | A (NR)             | Nu s-a ținut       | Nu s-a ținut       | Nu s-a ținut       | Nu s-a ținut     | Nu s-a ținut     | A (Turneu fără puncte) | A (Turneu fără puncte) | A (Turneu fără puncte) | A (Turneu fără puncte) | A (Turneu fără puncte) |
| Irish Masters              | Turneu fără puncte | Turneu fără puncte | Turneu fără puncte | Turneu fără puncte | Turneu fără puncte | Turneu fără puncte | Turneu fără puncte | Turneu fără puncte | Turneu fără puncte | W                | QF               | W                      | NH                     | NR                     | Nu s-a ținut           | Nu s-a ținut           |
| Scottish Open              | A                  | A                  | A                  | A                  | W                  | 2R                 | W                  | 2R                 | 2R                 | 3R               | QF               | Nu s-a ținut           | Nu s-a ținut           | Nu s-a ținut           | A(NR)                  | NH                     |
| European Open / Malta Cup  | F                  | SF                 | 1R                 | 1R                 | Nu s-a ținut       | Nu s-a ținut       | Nu s-a ținut       | Nu s-a ținut       | QF                 | W                | QF               | 2R                     | A                      | 1R                     | A (NR)                 | NH                     |
| Foste turnee fără puncte   |                    |                    |                    |                    |                    |                    |                    |                    |                    |                  |                  |                        |                        |                        |                        |                        |
| Irish Masters              | A                  | 1R                 | QF                 | SF                 | DQ                 | QF                 | SF                 | W                  | QF                 | Turneu de puncte | Turneu de puncte | Turneu de puncte       | NH                     | W                      | Nu s-a ținut           | Nu s-a ținut           |
| Scottish Masters           | A                  | A                  | SF                 | QF                 | QF                 | W                  | QF                 | W                  | F                  | W                | Nu s-a ținut     | Nu s-a ținut           | Nu s-a ținut           | Nu s-a ținut           | Nu s-a ținut           | Nu s-a ținut           |

| Legenda Tabelului | Legenda Tabelului                                  | Legenda Tabelului | Legenda Tabelului                                |
| ----------------- | -------------------------------------------------- | ----------------- | ------------------------------------------------ |
| NH                | turneul nu s-a ținut în acel an calendaristic      | A                 | nu a participat                                  |
| DQ                | descalificat                                       | #R                | a pierdut în rundele inițiale (RR = round robin) |
| QF                | a ajuns în sferturile de finală dar nu a trecut de | SF                | a ajuns în semifinală dar nu a trecut de         |
| F                 | a ajuns în finală și a pierdut                     | W                 | a câștigat turneul                               |

## Turnee câștigate și pozițiile ocupate în clasament
| Sezon   | Poziție la începutul sezonului |
| ------- | ------------------------------ |
| 1993/94 | 57                             |
| 1994/95 | 9                              |
| 1995/96 | 3                              |
| 1996/97 | 8                              |
| 1997/98 | 7                              |
| 1998/99 | 3                              |
| 1999/00 | 4                              |
| 2000/01 | 4                              |
| 2001/02 | 2                              |
| 2002/03 | 1                              |
| 2003/04 | 3                              |
| 2004/05 | 1                              |
| 2005/06 | 1                              |
| 2006/07 | 3                              |
| 2007/08 | 5                              |
| 2008/09 | 1                              |
| 2009/10 | 1                              |
| 2010/11 | 3                              |
| 2011/12 | 11                             |
| 2012/13 | 9                              |
| 2013/14 | 19                             |
| 2014/15 | 4                              |
| 2015/16 | 5                              |
| 2016/17 | 10                             |
| 2017/18 | 14                             |
| 2018/19 | 2                              |
| 2019/20 | 1                              |
| 2020/21 | 2                              |
| 2021/22 | 3                              |
| 2022/23 | 1                              |

### De puncte (41)
- Campionatul Mondial – 2001, 2004, 2008, 2012, 2013, 2020, 2022
- Campionatul Regatului Unit – 1993, 1997, 2001, 2007, 2014, 2017, 2018, 2023
- Openul Britanic – 1994
- Asian Classic – 1996
- German Open/Masters – 1996, 2012
- Openul Scoțian – 1998, 2000
- Openul Chinei – 1999, 2000
- European Open – 2003
- Mastersul Irlandez – 2003, 2005
- Openul Galez – 2004, 2005, 2014, 2016
- Marele Premiu – 2004
- Turneul Irlandei de Nord – 2008
- Mastersul de la Shanghai – 2009, 2017
- Openul Englez – 2017
- Players Championship – 2018, 2019
- Marele Premiu Mondial – 2018, 2021, 2024
- Tour Championship – 2019

### Turnee minore (3)
- Players Tour Championship – Event 1 – 2011
- Kay Suzanne Memorial Trophy – 2011
- Paul Hunter Classic – 2013

### Fără puncte (39)
- Benson and Hedges Championship – 1993
- Nescafe Extra Challenge – 1993
- Masters – 1995, 2005, 2007, 2009, 2014, 2016, 2017, 2024
- Liverpool Victoria Charity Challenge – 1996
- Riley Superstar International – 1997
- Premier League – 1997, 2001, 2002, 2005 (04/05), 2005 (05/06), 2006, 2007, 2008, 2010, 2011
- Scottish Masters – 1998, 2000, 2002
- Champions Cup – 2000
- Irish Masters – 2001, 2007
- Hamm Invitational Trophy – 2008
- Power Snooker – 2010
- Campionul Campionilor – 2013, 2014, 2018, 2022
- Mastersul de la Shanghai – 2018, 2019, 2023
- Mastersul de la Hong Kong – 2022
- World Masters of Snooker – 2024

### Turnee Pro-Am (1)
- Pink Ribbon – 2015

### Turnee pe echipe (3)
- Cupa Națiunilor – 2000
- Euro-Asia Masters Team Challenge – 2007
- CVB Snooker Challenge – 2017

### De amatori (3)
- Campionatul Britanic Sub-16 – 1989
- Campionatul Mondial Sub-21 – 1991
- Junior Pot Black – 1991